# رابرت کرگیل
رابرت کرگیل (انگلیسی: C. Robert Cargill؛ زادهٔ ۸ سپتامبر ۱۹۷۵) فیلم‌نامه‌نویس، تهیه‌کننده، هنرپیشه، بازیگر سینما، رمان‌نویس، و روزنامه‌نگار اهل ایالات متحده آمریکا است.